# Moulins-Saint-Hubert
Moulins-Saint-Hubert ist eine französische Gemeinde mit 186 Einwohnern (Stand 1. Januar 2022) im Département Meuse in der Region Grand Est (bis 2015 Lothringen). Sie gehört zum Arrondissement Verdun und zum Kommunalverband Pays de Stenay et Val Dunois.

## Geografie
Die Gemeinde Moulins-Saint-Hubert liegt etwa auf halbem Weg zwischen Sedan und Stenay, ca. 15 Kilometer von der belgischen Grenze entfernt. Das Gemeindegebiet bildet den nordwestlichsten Zipfel des Départements Meuse sowie ganz Lothringens. Es erstreckt sich auf einem nach Südwesten abfallenden Plateau zwischen den Flussauen von Maas und Chiers. Die in der Gemeinde entspringenden Bäche Ruisseau de Moulins (Mühlenbach) und Ruisseau de Saint-Rémy entwässern zur Maas. Die höheren Lagen im Nordosten sind von Wäldern bedeckt (Bois de Moulins), rund um das Dorf herrschen Acker- und Weideland sowie Streuobstwiesen vor. Nachbargemeinden von Moulins-Saint-Hubert sind Vaux-lès-Mouzon im Norden, Malandry im Osten (Berührungspunkt), Autréville-Saint-Lambert im Süden sowie Mouzon im Westen.

## Geschichte
Funde aus gallo-römischer Zeit zeigten, dass die Gegend um Moulins-Saint-Hubert bereits im 1. Jahrhundert n. Chr. besiedelt war. Diese Zivilisation hielt sich bis in das 4. Jahrhundert. Danach entwickelte sich allmählich ein Dorf, das als Ausgangspunkt der heutigen Gemeinde gilt. 1139 kam Moulins in den Besitz der Abtei von Saint-Hubert im heutigen Belgien. Das Priorat neben der Kirche entstand im 10. Jahrhundert, es wurde in einer Urkunde von Papst Innozenz II. als cellam molins bezeichnet und bildet die Keimzelle des Dorfes. Agnes, die Gräfin von Chiny, schenkte dem Priorat im Jahr 1185 einen Teil des Waldgebietes Blanchampagne. Die Klosterkirche wurde von den Mönchen im Jahr 1669 gestiftet. Sie wurde 1752 erweitert. Die Kirche Saint-Hubert stammt aus dem 11. Jahrhundert.
Auf den nach Südwesten abfallenden Terrassen in Moulins-Saint-Hubert hatte der Weinbau eine lange Tradition (43 ha im 19. Jahrhundert). Die Reblauskrise zwischen 1865 und 1885 führte zu großen Verwüstungen, der Erste Weltkrieg dann endgültig zur Aufgabe der Weinberge in der gesamten Weinbauregion an der Maas. Im 19. Jahrhundert gab es im Dorf zwei Bierbrauereien.
Die letzte der Mühlen, die dem Ort den Namen gaben – die Mühle des Priorats – wurde 1994 wegen Baufälligkeit abgerissen. Sie arbeitete noch bis zum Ersten Weltkrieg. Die wirtschaftliche Aktivität ist nun auf eine Schlosserei, einen Metallbaubetrieb und eine Spedition reduziert. Moulins hat noch 22 Kindergartenkinder. Schließlich findet jedes Jahr ein Motocross-Rennen statt.
Zwischen den großen Kriegsschauplätzen Sedan und Verdun gelegen, erlitt Moulins-Saint-Hubert während des Ersten Weltkriegs schwere Zerstörungen. Darunter befand sich das Rathaus- und Schulgebäude, das im Jahr 1928 neu aufgebaut wurde. Mehrere Denkmale im Dorf erinnern an die Befreiung durch US-amerikanische Truppen am 11. November 1918.

### Bevölkerungsentwicklung
| Jahr      | 1962 | 1968 | 1975 | 1982 | 1990 | 1999 | 2006 | 2014 | 2021 |
| --------- | ---- | ---- | ---- | ---- | ---- | ---- | ---- | ---- | ---- |
| Einwohner | 155  | 156  | 149  | 163  | 173  | 157  | 167  | 174  | 183  |

Im Jahr 1841 wurde mit 636 Bewohnern die bisher höchste Einwohnerzahl ermittelt. Die Zahlen basieren auf den Daten von cassini.ehess und INSEE.

## Sehenswürdigkeiten
Die Kirche Saint-Hubert wurde im 11. Jahrhundert erbaut.

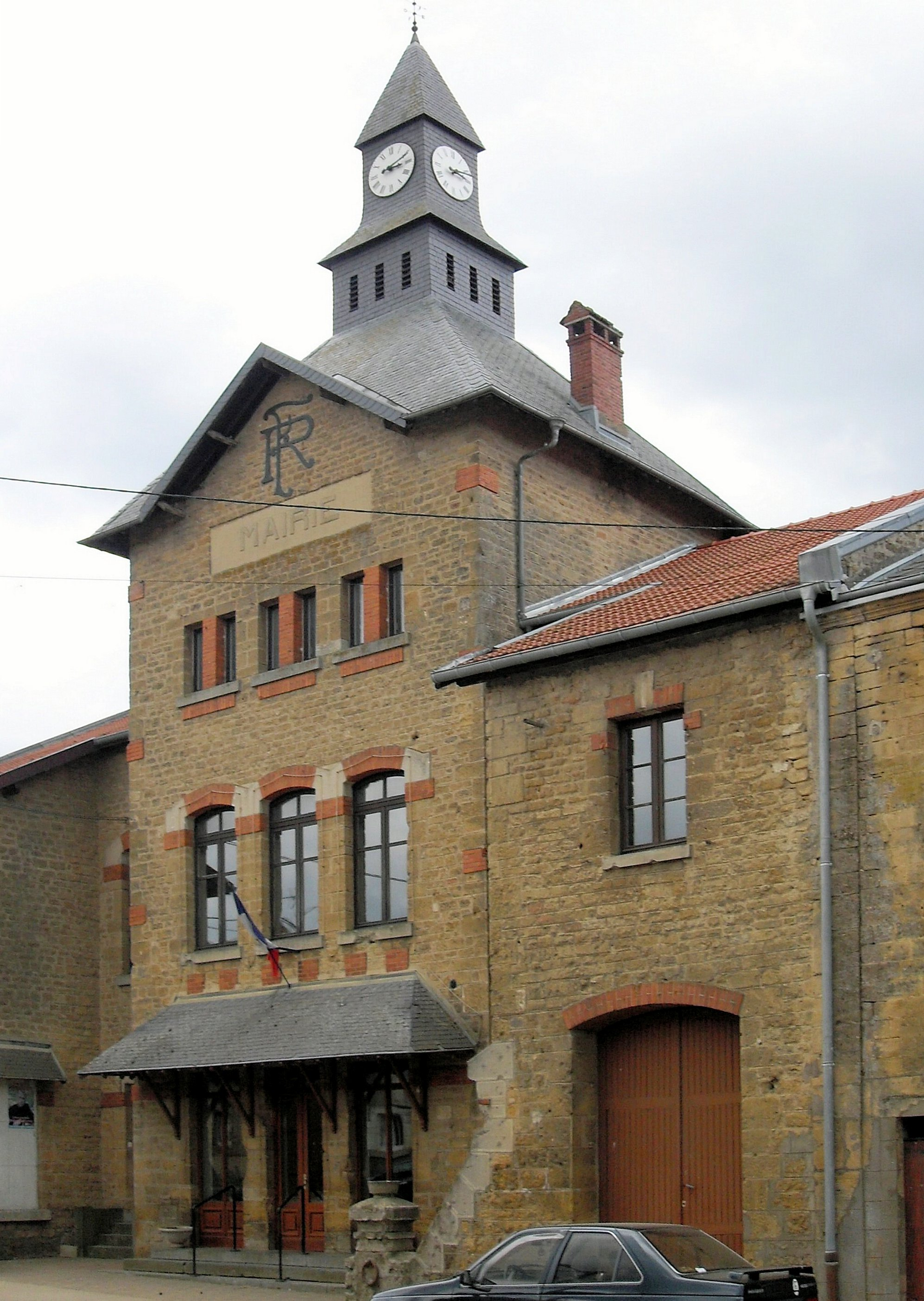
Rathaus
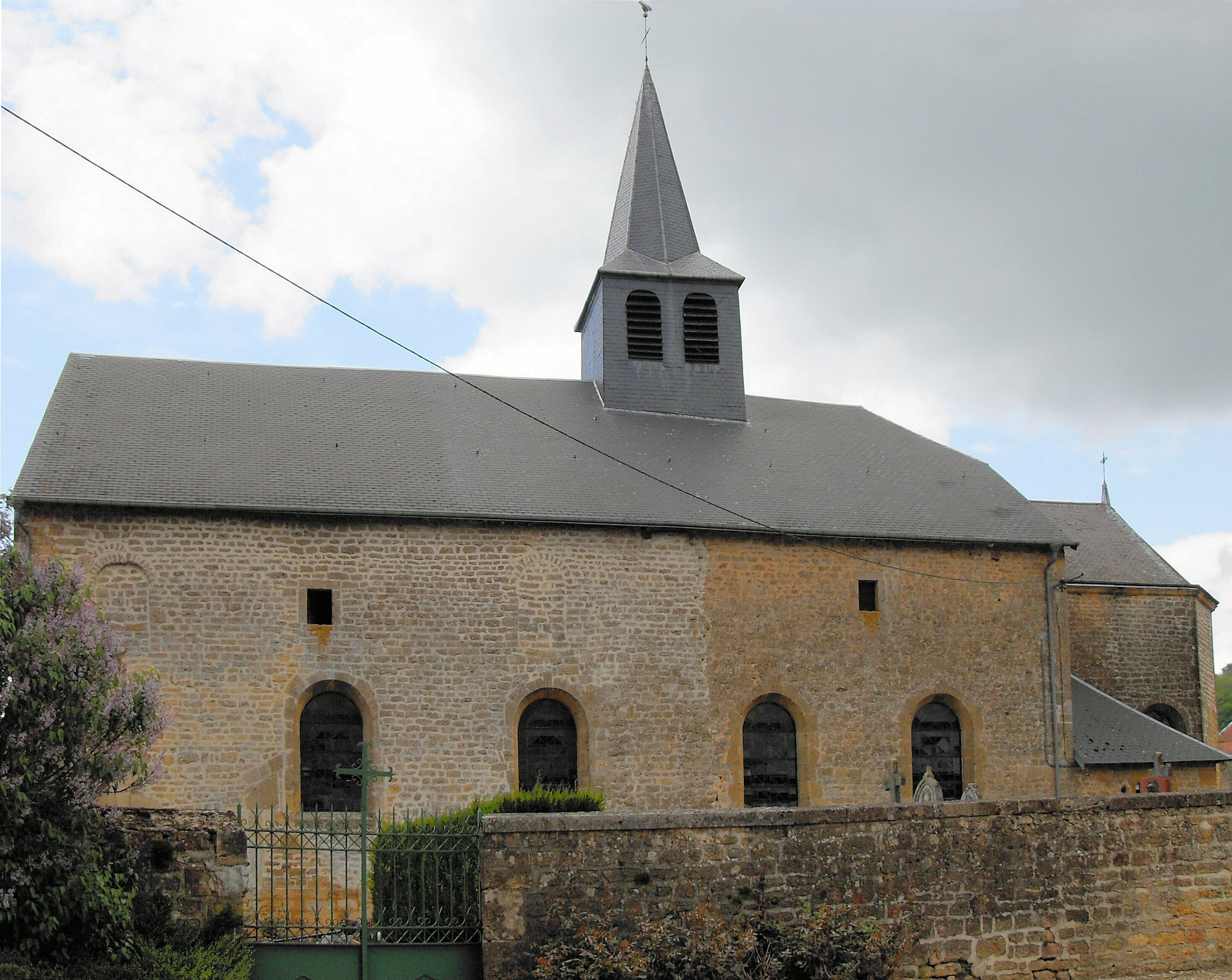
Kirche Saint-Hubert

## Wirtschaft und Infrastruktur
Ein Teil der Einwohner lebt von der Land- und Forstwirtschaft, von kleinen Handwerksbetrieben oder arbeitet in einem im Dorf ansässigen Metallbaubetrieb. In der Gemeinde sind fünf Landwirtschaftsbetriebe ansässig (hauptsächlich Getreideanbau).
Durch Moulins-Saint-Hubert führt die Fernstraße von Sedan über Stenay nach Verdun. Weitere Straßen verbinden Moulins-Saint-Hubert mit den Nachbargemeinden Vaux-lès-Mouzon und Autréville-Saint-Lambert.